# Federalistische opstanden
De Federalistische opstanden waren revoltes die in de zomer van 1793, tijdens de Franse Revolutie, in verschillende delen van Frankrijk uitbraken. Ze werden ingegeven door ongenoegen in provinciesteden over de toenemende radicalisering en centralisering van het politieke gezag in Parijs. Hoewel de insurrectionele steden en departementen het soevereine gezag probeerden te usurperen, was dit bedoeld als voorlopige maatregel en streefden ze niet naar een werkelijk federalisme. Die negatief geconnoteerde term kregen ze opgelegd door hun tegenstanders. In het grootste deel van het land was de aanleiding voor de opstand de machtsgreep van 31 mei en 2 juni, die een einde had gemaakt aan het girondijnse overwicht in de Nationale Conventie, ten voordele van de montagnards. Hoewel ze een gemeenschappelijke oorsprong en politieke doelstellingen hadden, waren de federalistische opstanden niet centraal georganiseerd of goed gecoördineerd. Ze vonden geen duurzame steun onder de bevolking, slaagden er niet in de girondijnse meerderheid te herstellen, en werden in de daaropvolgende maanden neergeslagen door de legers van de Conventie. Tegelijk werd in heel Frankrijk een begin gemaakt met de legale Terreur om de binnenlandse contrarevolutionaire dreiging – waartoe naast de royalisten ook de republikeinse federalisten werden gerekend – uit te schakelen.

## Origine
Na het uitroepen van de Franse Republiek zorgde onenigheid in de Nationale Conventie voor een constitutionele impasse, terwijl de sociaal-economische en geopolitieke situatie precair bleef. Toen de sansculotten in de Commune van Parijs in 1793 eisen begonnen te stellen aan de Conventie, zochten de girondijnen steun in de regio's buiten de hoofdstad, waar ze hun machtsbasis hadden. In veel delen van het land werden lokale en departementale besturen nog steeds gedomineerd door de notabele families die ze vóór de revolutie hadden geleid. Hun politieke opvattingen waren girondijns of royalistisch. Tegelijkertijd probeerden de jakobijnen ook buiten de hoofdstad de bevolking te mobiliseren tegen dit lokale establishment en voor een egalitaire republiek. Dit leidde tot gewelddadige confrontaties, verergerd door onderliggende sociale conflicten, in Lyon, Marseille, Bordeaux, Nantes en Rouen. In elk van deze steden hadden beide facties een sterke sociale basis: de jakobijnen onder een deel van de middenklasse en de behoeftigen, de girondijnen onder de meer welvarende bourgeoisie en de delen van de lagere klassen die aanstoot namen aan de antiklerikale maatregelen van de Conventie.
In de meeste betrokken steden brak de crisis uit na de aanhouding van 29 girondijnse afgevaardigden en twee ministers op 2 juni. Deze maatregel werd drie dagen later bekritiseerd door 17 conventionelen, waaronder Condorcet, en door de departementale besturen van de Somme, Haute-Vienne en Hautes-Alpes. Op 7 juni veroordeelden 75 deputés van de rechterzijde van de Conventie de acties van de Commune van Parijs en drongen er bij de departementen in het hele land op aan hen te steunen. Ondertussen ontsnapten verschillende getroffen girondijnen aan hun huisarrest en vluchtten naar de gewapende groepen die zich waren beginnen te vormen in de Normandische en Bretoense departementen. Zo gingen Buzot en Gorsas naar Eure, terwijl Pétion en vele anderen zich in Caen vestigden, dat hun hoofdkwartier werd. Ondertussen ging Brissot naar Moulins, Rabaut Saint-Étienne naar Nîmes, Rebecqui naar Marseille en Birotteau en Chasset naar Lyon.
In deze grote steden hadden de notabelen en grote kooplieden die de sterkste aanhangers van de Gironde waren, voldoende invloed en steun om te voorkomen dat de jakobijnen de macht zouden overnemen. In de kleinere steden misten ze echter de aantallen om in te gaan tegen de radicale politieke clubs, die loyaal wilden blijven aan de Conventie en die gehoor gaven aan oproepen tot patriottische eenheid tegen de contrarevolutie en de buitenlandse invasie. Enthousiast zagen ze dat de constitutionele impasse was doorbroken en dat in juni de democratische grondwet van het jaar I was aangenomen. Omgekeerd weigerden de federalisten deze grondwet te erkennen, onder meer omdat hij afzag van de voorziene decentralisatie. De beschuldiging van federalisme aan hun adres mag dan al overtrokken zijn geweest, een beperking van de centrale macht was wel degelijk een van hun doelstellingen.
De opstand had drie belangrijke regionale centra: het westen (voornamelijk Rennes en Caen), het zuidoosten (Lyon, Marseille en Toulon) en het zuidwesten (Bordeaux).

## Normandië en Bretagne
Op 9 juni werden de twee vertegenwoordigers op missie van de Conventie in Normandië, Gilbert Romme en Prieur de la Côte d'Or, in Caen gearresteerd door federalisten. Op 13 juni gaven Buzot en Gorsas in Eure het sein voor de opstand. Ze verklaarden dat de Conventie niet langer een vrije instelling was, riepen op om met vierduizend man naar Parijs te marcheren en stuurden commissarissen naar naburige departementen om ook daar tot opstand te bewegen.
In Ille-et-Vilaine vormden het departement en het stadsbestuur van Rennes een centraal comité om de protesten te coördineren. Het werd al snel vervoegd door afgevaardigden van Finistère en Morbihan. Côtes-du-Nord besloot daarentegen dat het belangrijker was vrijwilligers te sturen naar Nantes, bedreigd door de Vendée-rebellen, dan naar Normandië. In totaal stuurden de Bretoenen slechts 1700 mannen naar Normandië.
In Caen, het hoofdkwartier van de Federalistische opstand, vormden Buzot, Guadet, Pétion, Barbaroux, Louvet, Salle en andere girondijnen een centrale vergadering voor verzet tegen onderdrukking. Ze zwoeren haat tegen de anarchisten en beloofden de gelijkheid, de eenheid en de ondeelbaarheid van de Republiek te handhaven. Als commandant van hun departementale milities stelden ze generaal Wimpffen (fr) aan, die het jaar voordien Thionville met succes had verdedigd tegen de hertog van Brunswijk.
Wimpffen verzamelde een federalistisch leger van vijfduizend man, zette Puisaye aan het hoofd van de voorhoede en marcheerde naar Évreux. De Conventie antwoordde door een kleine troepenmacht van 1500 man op hen af te sturen, die in de avond van 13 juli nabij Pacy-sur-Eure tot de aanval overging. De verraste federalistische colonne brak en sloeg bij het eerste kanongeluid op de vlucht. Deze ontmoeting, die doden noch gewonden maakte, werd bekend als de slag bij Brécourt. Wimpffen was niet in staat zijn troepen te hergroeperen. De Bretoenen besloten naar huis te gaan en namen de girondijnse leiders uit Caen mee. Hierna zakte ook in Normandië de Federalistische opstand snel in mekaar. Op 29 juli werden Gilbert Romme en Prieur de la Côte d'Or ongedeerd vrijgelaten en op 2 augustus opende Caen de poorten voor het Conventieleger.
Op de dag van de slag bij Brécourt vermoordde Charlotte Corday, geïnspireerd door de federalisten in Caen, Marat in Parijs. Zijn dood wekte heftige gevoelens op. Hij werd geëerd als een martelaar en Corday werd terechtgesteld, maar de Conventie legde Normandië geen straffen op zoals ze dat later wel deed met Lyon en Marseille. Romme en Prieur de la Côte d'Or zorgden ervoor dat de lokale clubs niet werden onderdrukt. Zelfs tijdens het Schrikbewind waren er geen executies in Caen.
De girondijnse leiders ontvluchtten Caen en kwamen op 8 augustus aan in het Bretoense Quimper. Ze vonden er weinig steun voor hun opstand, zelfs niet onder een boerenbevolking met sterke monarchistische neigingen en een afkeer van de levée en masse. Saint-Malo bereidde zich voor om over te lopen naar de Britten zoals Toulon had gedaan, maar de Conventietroepen voorkwamen dit met een snel ingrijpen. Op 21 september verlieten Pétion, Barbaroux en de anderen Bretagne en zeilden vanuit Lanvéoc naar Bordeaux, waar ze hun strijd wilden voortzetten.
De Conventie stuurde Jean-Baptiste Carrier naar Rennes om de orde te herstellen. Hij arriveerde op 1 september en bleef tot 5 of 6 oktober. In die vijf weken zuiverde hij het openbaar ambt van federalisten, girondijnen en monarchisten. Er waren geen executies onder zijn bewind. Contrarevolutionairen werden opgesloten in lokale gevangenissen (de gevaarlijksten op de Mont Saint Michel) of naar Parijs gestuurd voor berechting. Carrier voerde een bijzonder intense campagne tegen de plaatselijke geestelijkheid en had plannen voor een "noyade" (massale verdrinking) zoals hij later in Nantes zou ondernemen, maar hij kon zijn plan niet uitvoeren door de Britse blokkade van Saint-Malo. Na het vertrek van Carrier naar Nantes liet zijn opvolger Esnue-Lavallée (fr) de meeste gevangenen vrij.

## Lyon
In Lyon, na Parijs de grootste stad van Frankrijk, liepen de spanningen tussen de facties in de eerste helft van 1793 hoog op. Net als in Marseille steunden de meeste secties de girondijnen, maar een kleine en vastberaden groep jakobijnen was van plan de macht in de stad over te nemen onder hun charismatische leider Joseph Chalier. Op 9 maart kregen de jakobijnen de controle over de stad.
Een vergadering van de secties reageerde op 29 mei door het jakobijnse bestuur te vervangen. De vertegenwoordigers op missie Gauthier en Nioche, die net aankwamen, werden onder bewaking gesteld. 's Nachts werden de aanhangers van Chalier gearresteerd en de volgende dag werd een man genaamd Coindre burgemeester. Chalier en zijn vrienden werden berecht.
In de dagen na de val van de girondijnen in Parijs zag de Conventie de ontwikkelingen in Lyon als onderdeel van een grotere opstand die het gezag van de centrale regering bedreigde. Inderdaad legden de opstandelingenleiders van Lyon in de maand die volgde contact met aangrenzende departementen en met andere opstandige steden zoals Marseille, Nîmes en Bordeaux. Lyon riep de plaatsvervangende afgevaardigden op om een Nationale Conventie te vormen in Bourges, als alternatief voor de Conventie in Parijs. In tegenstelling tot de federalistische steden in Normandië en Bretagne, slaagde Lyon erin een aanzienlijke strijdmacht van zo'n tienduizend man op de been te brengen, geleid door de royalistische graaf van Précy (fr).
De Conventie stuurde Robert Lindet om te onderhandelen met de leiders in Lyon, maar hij vond de lokale vertegenwoordigers in een compromisloze stemming. Hun onverzettelijkheid werd gesterkt door de aanwezigheid in Lyon van Jean Bonaventure Birotteau, een van de verdreven girondijnse afgevaardigden. Op 30 juni 1793 benoemden 207 regionale afgevaardigden een Republikeinse Volkscommissie voor de Openbare Veiligheid van Rhône-et-Loire. Prompt vaardigde deze een proclamatie uit aan de legers, de burgers en alle departementen de republiek. De Nationale Conventie reageerde op 12 en 14 juli met een reeks decreten. Ze verklaarden Birotteau vogelvrij, ontsloegen de leiders van Lyon en ze bevalen het Leger van de Alpen om de orde in Lyon te herstellen.
De federalistische autoriteiten in Lyon executeerden Chalier op 16 juli, samen met een aantal van zijn medewerkers. Toen het leger van de Conventie onder Kellermann naderde, bereidden ze zich voor op een belegering. Ondanks oproepen kregen ze geen hulp uit andere delen van Frankrijk. De graaf van Précy versterkte de schansen en mobiliseerde een leger van 12.000 à 14.000 man.
Het beleg van Lyon begon op 7 augustus, maar het leger van de Conventie kon pas op 17 september een volledige blokkade leggen. Nadat de verdedigers de eerste aanvallen op de vestingwerken hadden afgeslagen, besloot Kellermann de stad te bombarderen. De beschieting begon in de nacht van 22 augustus en ging door onder Kellermanns opvolger Doppet, tot de stad zich op 9 oktober overgaf. Lyon werd omgedoopt tot Ville-Affranchie ("bevrijde stad"). In totaal werden 1604 mensen terechtgesteld of doodgeschoten. Een aantal grote gebouwen rond de Place Bellecour werden afgebroken.
Het bombardement van de stad en de represailles nadien leidden tot een uittocht van inwoners. De bevolking daalde van ongeveer 150.000 in 1793 tot 102.000 in 1794 en 88.000 in 1800. De omvang en de wreedheid van de represailles van de Conventie tegen Lyon verklaren mee dat de Witte Terreur er in 1795 genadeloos zou toeslaan.

## Marseille en Toulon
In Marseille domineerden jakobijnen die trouw waren aan de Conventie het stadsbestuur. Hun club was in de Rue Thubaneau. De girondijnen, afkomstig uit de oude vooraanstaande families en welvarende koopmansklasse, waren goed vertegenwoordigd op het meer lokale niveau in de sectievergaderingen. Als tegengewicht hadden de jakobijnen sinds 1792 geprobeerd een gewapende macht van zesduizend man en een gerechtelijk comité te creëren. De girondijnse secties eisten een revolutionair tribunaal dat de Jacobijnen niet konden controleren. Het conflict tussen de twee kampen verhardde in het begin van 1793. Het kwam zover dat de vertegenwoordigers op missie Bayle en Boisset, die de rekrutering voor het leger kwamen afdwingen, hun toevlucht moesten zoeken in Montélimar.
Na de opstand van 31 mei en 2 juni in Parijs richtten de girondijnen in Marseille een algemeen comité van secties op, dat de jakobijnse club ontbond en de leiders opsloot, berechtte en executeerde. Er werd een nieuwe gemeenteraad gekozen, die zich aansloot bij andere federalistische gebieden en besloot een eigen leger op de been te brengen. Dit leger veroverde op 8 juli Avignon.
De reacties in de departementen rond Marseille waren gemengd. In Hérault veroordeelde de gemeenteraad van Montpellier de arrestatie van de girondijnen en richtte op 20 juni een Comité de Salut Public op voor het departement. Binnen enkele dagen had een decreet van de Conventie de arrestatie van haar leden bevolen. Hérault besloot echter geen eigen leger op de been te brengen. De Gard was het enige departement dat dat wel deed. Een bataljon van 600 man bezette Pont-Saint-Esprit om de verbinding met Lyon open te houden. De Drôme bleef trouw aan de Conventie: op 24-26 juni verhinderden de jakobijnen in Valence dat federalisten uit de Gard naar het noorden trokken om zich bij Lyon aan te sluiten. Dankzij hun hulp kon een detachement van het Leger van de Alpen onder generaal Carteaux Avignon binnentrekken en op 25 juli het jakobijnse stadsbestuur herstellen.
Geconfronteerd met de troepen van Carteaux, verlieten een aantal burgers in Marseille de federalistische zaak en lieten deze steeds meer in handen van regelrechte monarchisten. Op 20 augustus namen deze contact op met admiraal Hood, commandant van de Britse vloot die de stad blokkeerde, om voedsel binnen te laten. Voordat deze onderhandelingen tot iets leidden, heroverde Carteaux Marseille op 25 augustus, gesteund door een opstand onder de jakobijnse elementen in de stad.
De repressie in Marseille was bijna van dezelfde orde als deze die Lyon zou treffen. De stad werd op 28 augustus omgedoopt tot Ville sans nom ("stad zonder naam") en Carteroux richtte een Revolutionair tribunaal op dat de Terreur in de Provence begon. In oktober vonden onder impuls van Barras en Fréron een aantal executies plaats op de Canebière. Tot april 1794 berechtte het Revolutionair tribunaal in Marseille 975 personen, van wie er 499 werden veroordeeld en 289 geëxecuteerd.
Hoewel Toulon tot juli 1793 een jakobijns bastion was, werden ze in de tweede helft van de maand van de macht verdreven door girondijnse secties. De jakobijnse club werd ontbonden, verschillende leidende figuren moesten vluchten en degenen die niet vluchtten werden opgepakt en vastgehouden op een ponton in de haven. Net als in Normandië werden de twee vertegenwoordigers op missie gearresteerd en opgesloten. Het verlies van Toulon was een ramp voor de Republiek, aangezien bijna de gehele Franse mediterrane vloot op dat moment voor anker lag in de haven.
De komst van Carteaux in Marseille werd gevolgd door een royalistische machtsovername in Toulon. De nieuwe leiders gaven de stad op 18 augustus over aan de Britten en hun Spaanse en Napolitaanse bondgenoten. Carteaux arriveerde op 8 september buiten Toulon en begon een maandenlang beleg waarin de jonge Napoleon Bonaparte zich onderscheidde. Vlak voor Toulon op 19 december werd heroverd, sleepten de Britten veel Franse slagschepen weg en bliezen ze de meeste achterblijvende op. Ongeveer zevenduizend opstandelingen verlieten Toulon met de Britse vloot. Ook hier was het verlies van de stadsnaam onderdeel van de straf: Toulon werd voortaan Port-de-la-Montagne ("haven van het gebergte").

## Bordeaux
De opstand in Bordeaux was van een andere aard dan die in Lyon, Marseille of Toulon. Bordeaux was de thuisstad van veel van de girondijnse leiders. Noch republikeins links, noch monarchistisch rechts hadden er een substantiële aanhang. In de maanden voorafgaand aan de val van de girondijnen werd Bordeaux niet verdeeld door de bittere politieke strijd die de steden in het zuidoosten kenmerkte. Toen de stad zich bij de opstand aansloot, was er eensgezinde steun voor de federalistische leiding.
De meningsverschillen tussen Bordeaux en Parijs waren zo diep dat de stad niet wachtte tot de arrestatie van de girondijnen om zich te roeren. Op 9 mei 1793 verklaarden de secties dat de Conventie was overgenomen door anarchisten. In dit stadium waren de inspanningen van de federalisten erop gericht manieren te vinden om de vrijheid van debat binnen de Conventie, die volgens hen verloren was gegaan, te herstellen.
Toen de arrestatie van de girondijnse deputés deze positie onhoudbaar maakte, was de volgende stap dat de autoriteiten van het departement Gironde zich op 7 juni in opstand verklaarden. Ze begonnen een leger op de been te brengen en werkten mee aan het project van een Conventie van plaatsvervangende afgevaardigden in Bourges. Op 10 juni vormden ze de Commission populaire du salut publique de la Gironde, een orgaan dat het bestuur en Bordeaux en omgeving overnam. Zoals ze met Lyon had gedaan, reageerde de Conventie door twee commissarissen te sturen om te zien of Bordeaux op andere gedachten kon worden gebracht. Treilhard en Matthieu werden vijandig ontvangen, maar werden niet gegijzeld zoals hun collega's in Normandië. Enkel werden ze naar de grens van het departement teruggeleid.
Ondanks de brede steun voor de federalisten in de stad, bleek het voor de opstandelingen opmerkelijk moeilijk om mensen te rekruteren om hun zaak actief te steunen. De poging om een leger op de been te brengen en naar Parijs te marcheren leverde een strijdmacht van slechts vierhonderd man op. In Langon, minder dan 50 km van Bordeaux, vernamen ze dat commissarissen van de Conventie in Bordeaux waren aangekomen en gingen ze prompt uiteen.
Als gevolg hiervan besloot ook de Commission popualire op 2 augustus zich te ontbinden. Vier dagen later werd ze door de Conventie verboden en werden haar leden tot verraders verklaard. Terwijl de andere federalistische steden met geweld werden ingenomen, was in Bordeaux geen militaire actie nodig om de opstand te beëindigen. Twee nieuwe commissarissen die door de Conventie waren gestuurd, Ysabeau en Baudot, arriveerden op 18 augustus zonder begeleiding. Begroet door een vijandige menigte, trokken ze onmiddellijk door naar La Réole, vanwaaruit ze verslag uitbrachten aan de Conventie. Die stuurde versterking in de vorm van twee nieuwe commissarissen, Tallien en Chaudron-Rousseau (fr).
Omdat ze niet over de militaire middelen beschikten om de orde te herstellen, isoleerden de vier commissarissen Bordeaux door de aangrenzende gebieden ervan te overtuigen geen voedsel aan de stad te verkopen, en door samen te werken met de kleine jakobijnse factie in de stad. Terwijl de honger in Bordeaux om zich heen greep, nam de radicale sectie Francklin op 9 september het voortouw door te eisen dat de decreten van de Conventie tegen de federalistische autoriteiten van de stad werden uitgevoerd. In de loop van de volgende dagen groeide hun aanhang en op 18 september kwamen de secties bijeen om het stadsbestuur te ontslaan. Er werd een voorlopige gemeenteraad en lokale toezichtcomités opgericht.
Van zodra Bordeaux weer veilig in handen was van politiek betrouwbare elementen, trokken de vier commissarissen op 16 oktober de stad weer binnen, dit keer vergezeld van drieduizend man infanterie en cavalerie. In de volgende weken werd het apparaat van de Terreur georganiseerd. Een militaire commissie hield 157 zittingen om zaken te horen tegen degenen die beschuldigd werden van misdaden tegen de Republiek. Van de 832 vonnissen waren 304 vrijspraken, 237 lijfstraffen of detenties, en 291 doodstraffen. Ondanks de bloeddorstige retoriek van Tallien bleef het aantal daadwerkelijke executies beperkt: tot juni 1794 vonden er slechts 104 plaats.

## Gevolgen
De Federalistische opstand, met geweld onderdrukt door de Conventie, leidde tot een verstrakking van het Terreurbewind en een toenemende centralisatie van de macht. Gewapend met dictatoriale bevoegdheden wisten de vertegenwoordigers op missie de onrust neer te slaan, ten koste van de in de grondwet van 1791 beoogde decentralisatie. Op 24 oktober 1793 begon het proces tegen de girondijnse en federalistische leiders die gevangen waren genomen. De tweeëntwintig die voor het gerecht werden gebracht, werden allemaal schuldig bevonden en op 31 oktober onder de guillotine gelegd.
Ook degenen die aanvankelijk op vrije voeten bleven, werden naderhand grotendeels ingerekend. Sommigen werden individueel geëxecuteerd, anderen pleegden zelfmoord (Barbaroux, Buzot, Condorcet, Grangeneuve, Guadet, Kersaint, Pétion, Roland en Rebecqui). Slechts enkelen ontkwamen, onder wie Jean-Baptiste Louvet de Couvrai.

## Voetnoten
1. ↑  Anne de Mathan, Le fédéralisme Girondin. Histoire d’un mythe national, in: Annales historiques de la Révolution française, 2018, nr. 3, p. 195-206. Gearchiveerd op 13 september 2021.
2. ↑  Jacqueline Chaumié, "Les Girondins", in: Albert Soboul (ed.), Girondins et Montagnards, 1980, p. 43. Gearchiveerd op 7 juli 2023.